# Кластер (хімія)
Кла́стер (рос. кластер, англ. cluster, нім. Cluster m, Klaster m) —
1. Багатоядерні комплексні сполуки, в основі яких лежить об'ємний скелет з атомів металу, зв'язаних між собою. Найчастіше чарунка має форму правильного поліедра й оточена лігандами, якими можуть бути молекули органічних і металоорганічних сполук.
Кластери іноді можуть виникати в міжфазній зоні «субстрат—адгезив» при переробці корисних копалин, зокрема при брикетуванні вугілля з органічним зв'язуючим, масляній агломерації вугілля тощо.
2. Структуровані об'єкти води, в яких молекули води зв'язані різними водневими зв'язками.

Ізольовані кластери (можуть зустрічатися, наприклад, у мікропорах розміром порядку нанометра) мають обмежену поступальну і більш високу обертальну рухливість. У повністю кластеризованій об'ємній воді кластери мають меншу рухливість, ніж ізольовані кластери.